# 岩﨑正寛
岩崎 正寛（いわさき まさひろ、1989年（平成元年）1月27日 - ）は、日本の柔術家（ブラジリアン柔術）。

## 来歴
兵庫県出身。柔術家。
中学生の時にボブ・サップVSアントニオ・ホドリゴ・ノゲイラの試合を偶然観戦し、衝撃を受けた事からブラジリアン柔術に興味を持つ。
21歳の時にブラジルに単身で渡り、バルボーザ道場でマルコ・アントニオ・バルボーザよりポイントを取り黒帯を取得。日本人最年少黒帯保持者となり、その記録は現在も破られていない。
その足でオーストラリアのアリススプリングスへ渡り、グレイシーバッハのアソシエイションでインストラクターとして1年半指導をして生活をする。帰国後、仙台の会社でサラリーマン柔術家として試合を重ね、初の海外試合で居合わせた柔術家の玉木強の紹介で、トライフォース青山（現 CARPE DIEM BJJ 青山本部）のインストラクターとして石川祐樹代表の元でCARPE DIEM BJJとして働く事になる。CARPE DIEM BJJ三田へ配属後は、数多くの海外遠征を経て、世界のトップクラスで戦う日本代表の柔術家となる。
2017年 IBJJFアジア選手権にて、現RIZINファイター・元KSWフェザー級王者のクレベル・コイケに勝利。
2018年 ポルトガルで開催された 世界三大大会の一つであるヨーロピアン選手権において、最激戦区ともいえるライト級（76kg）で準優勝し、各階級での日本人最高位を取得。同年、グアムで開催されたMARIANAS OPENで、現UFCファイター・元柔術ライト級世界王者ギルバート・バーンズに勝利。BJJ HEROESランキングで全世界を含めた柔術家のライト級で2位となる。
2018年6月9日、QUINTET FIGHT NIGHT in TOKYOに「TEAM HALEO」のメンバーとして参戦したホベルト・サトシ・ソウザ選手と対戦し、時間切れドローの結果で終わっている。同年、ジャズ歌手/文筆家として活動するRIKAPEPEと入籍。得意技の「DEEP HALF」が世界に認められ、2019年 IBJJF世界王者のベルナルド・ファリア選手プロデュースによる逆輸入版のDVDをアメリカで発売。
長年にわたりCARPE DIEM BJJで指導者として携わり、Kidsカテゴリーにおいては5人の世界王者を育てるなどの幅広い指導歴を持つ。
2020年故郷である兵庫県に戻り、関西初のCARPE DIEM BJJを芦屋市で出店。現在は、道場経営をしながら、RIZINで活躍するファイター萩原京平の指導なども行う。

## 戦績

### グラップリング
| 勝敗 | 対戦相手             | 試合結果           | 大会名                         | 開催年月日     |
| △    | 金原正徳             | 8分1R終了 時間切れ | QUINTET FIGHT NIGHT 5 in TOKYO | 2020年10月27日 |
| △    | グラント・ボグダノフ | 8分1R終了 時間切れ | QUINTET FIGHT NIGHT 5 in TOKYO | 2020年10月27日 |

## 表彰

### 個人
2016年
- アジア選手権  準優勝（東京）

2017年
- ヨーロピアン選手権　3位（リスボン）
- 全日本選手権　優勝3連覇（国内）

2018年
- ヨーロピアン選手権 　準優勝（リスボン）

2019年
- KASAI PRO 3（ニューヨーク）
- MARIANAS OPEN　3位（グアム）
- SPYDER INVITATIONAL（韓国）

### 団体
- QUINTET FIGHT NIGHT in TOKYO　優勝
- QUINTET FIGHT NIGHT4 in AKITA　優勝
- QUINTET FIGHT NIGHT5 in TOKYO 準優勝